# Torre HSBC
Torre HSBC es un rascacielos ubicado en el Paseo de la Reforma, en Colonia Cuauhtémoc, Delegación Cuauhtémoc en la Ciudad de México. Se encuentra frente a la glorieta del Ángel de la Independencia, y es la sede central de HSBC México. Su construcción fue finalizada en 2006, a un costo de aproximadamente 150 millones de dólares.
Tiene 23 pisos de oficinas y 12 niveles en el estacionamiento, sumando en total 136 metros de altura. Fue el segundo edificio más alto del Paseo de la Reforma hasta 2007, cuando fue desplazado por la Torre Libertad.
La torre HSBC es la primera de su tipo en edificios amigables con el medio ambiente en América Latina. El edificio está certificado con el (Leadership in Energy and Environmental Design) del US Green Building Council.

## Inauguración
La inauguración de la nueva central fue el 5 de abril de 2006, con la presencia del presidente de México Vicente Fox Quesada, su esposa Marta Sahagún, el secretario de Hacienda y Crédito Público Francisco Gil Díaz, el gobernador del Banco de México Guillermo Ortiz, entre otros.

## Estructura e ingeniería sísmica de la Torre
- Dada la sismicidad de la Ciudad de México, el edificio contó con un riguroso estudio de ingeniería sísmica para poderlo aislar sismicamente y así mismo proteger a la estructura de los constantes movimientos telúricos a los que son sometidos los edificios en la Ciudad de México, para ello se consideró la siguiente protección antisísmica; 127 pilotes de concreto, de hormigón y acero que penetran a una profundidad de 55 m superando el relleno pantanoso hasta llegar al subsuelo más firme y así lograr una mayor estabilidad al momento de la llegada de las ondas sísmicas así como la disipación de la energía devastadora de un terremoto. Además la torre cuenta con una estructura pretensada la cual ayuda a mantener protegido el esqueleto del edificio y así mismo logra dar una mejor estabilidad y mantiene la verticalidad del edificio. La losa fue revestida de hormigón pretensado para soportar la enorme carga de la estructura y el armazón de vidrio del edificio.
- La torre puede soportar en teoría un terremoto de 8.5 en la escala de Richter, el mayor temblor que la torre ha soportado fue el sucedido el 20 de marzo de 2012 el cual tuvo una intensidad de 7.8 en la escala de Richter.
- La Torre resiste vientos de 257 kilómetros por hora, los vidrios son de 2.4 centímetros de grosor.

## Características

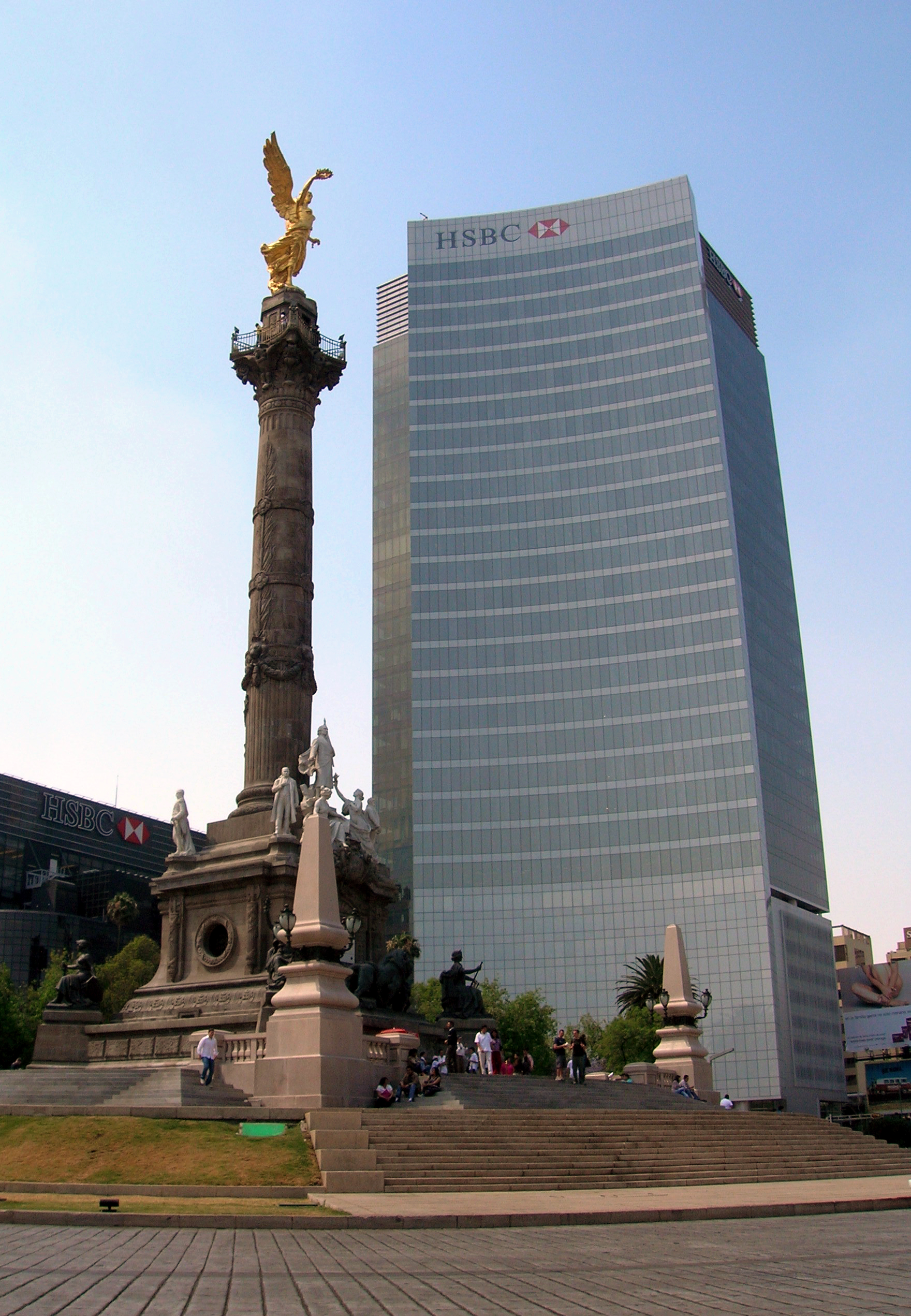
Torre HSBC y el Ángel de la Independencia.

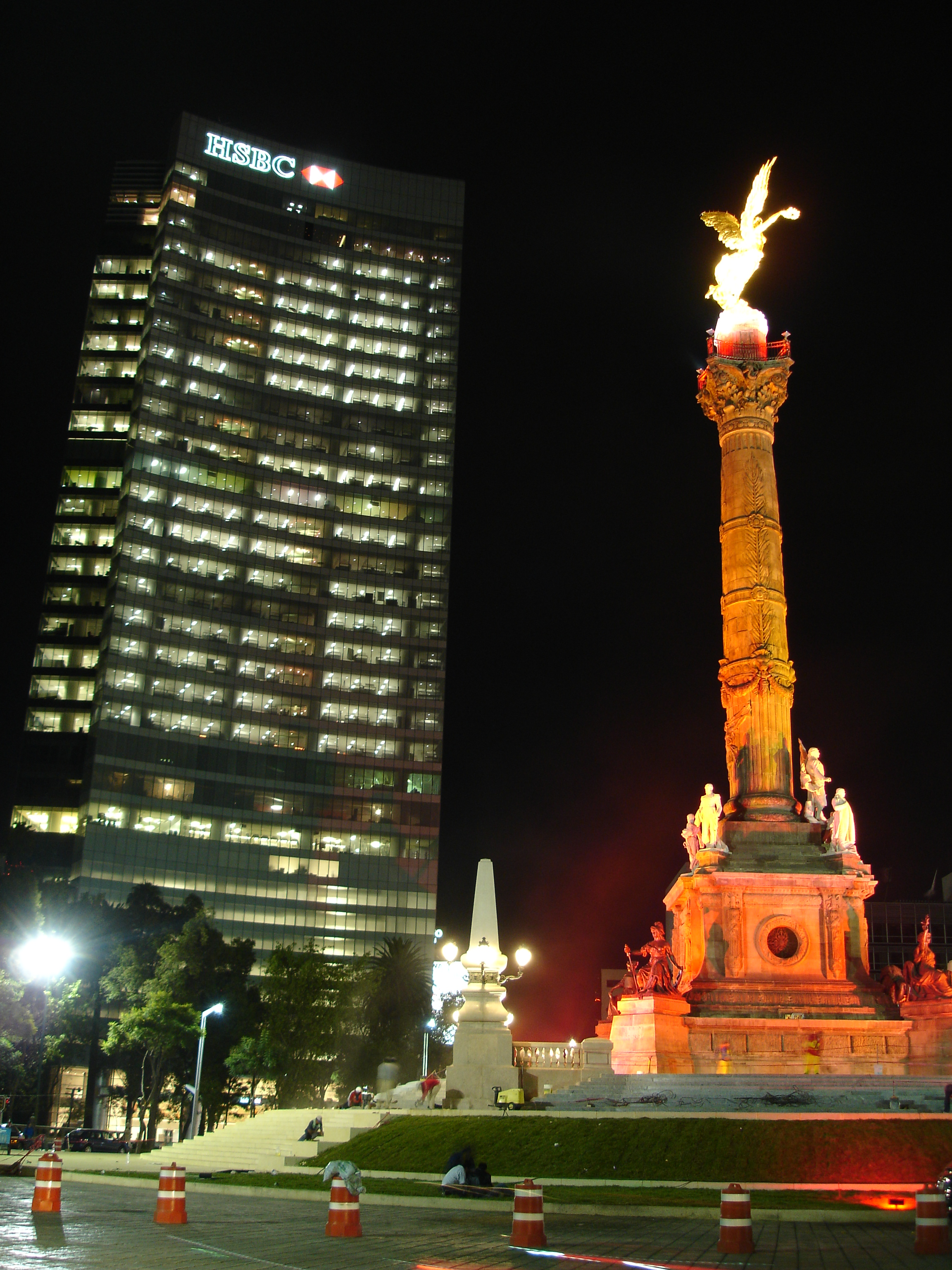
Vista nocturna de la Torre HSBC y el Ángel de la Independencia.

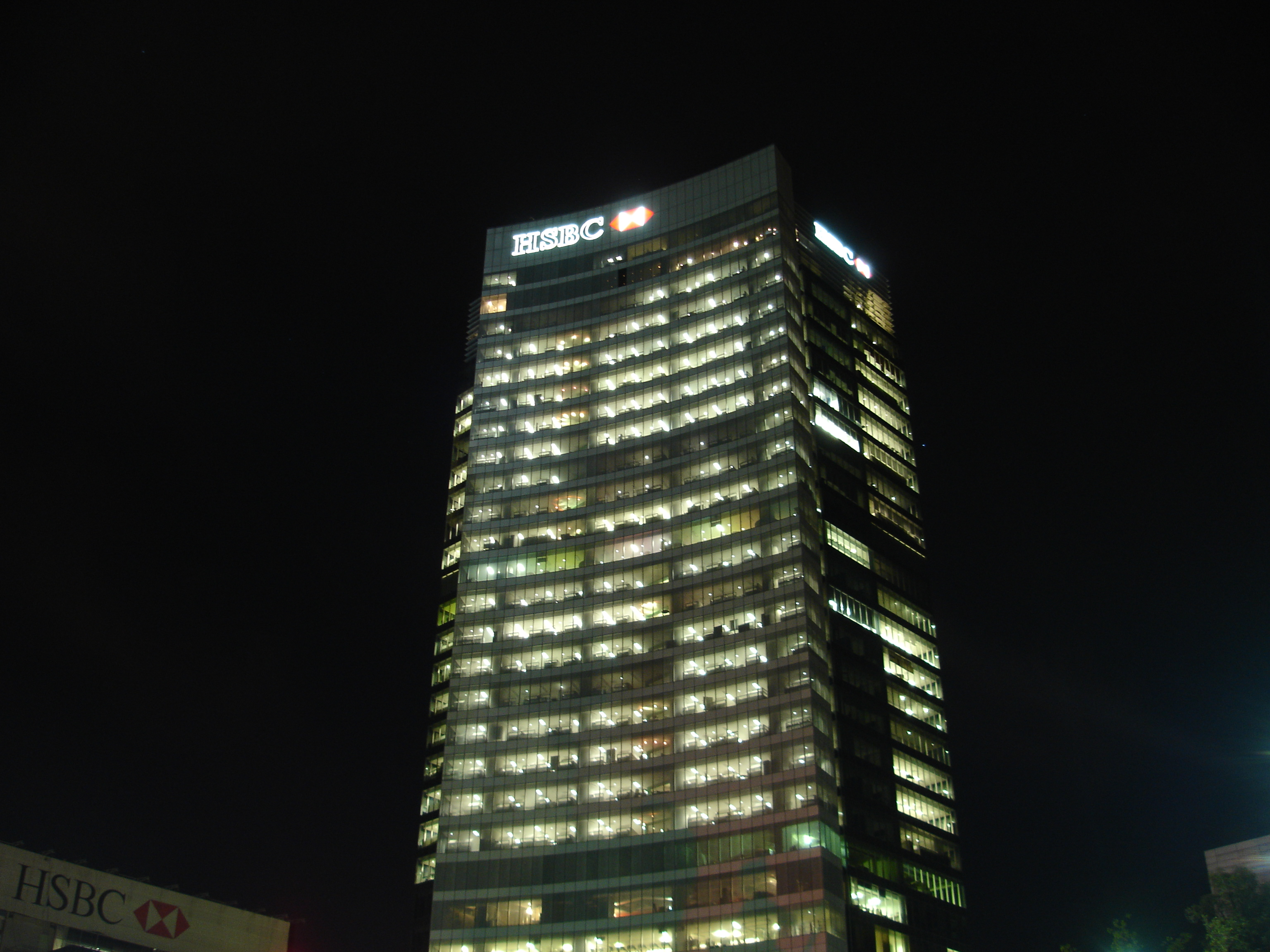
Torre HSBC de noche.

El diseño del edificio fue realizado por la firma Helmuth Obata & Kassabaum, Inc. quienes buscaron 
crear una imagen simple que sirviera como respaldo y complemento a la Columna de la Independencia, resaltando sus texturas y formas clásicas. La fachada es una curva blanda de imagen clásica contemporánea que maneja volúmenes sencillos y elegantes pensados para resaltar la verticalidad del 
edificio. Otras consideraciones importantes en el diseño fueron integrar el volumen del estacionamiento con el volumen del edificio para formar una unidad, así como utilizar jardineras en la planta baja para crear un ambiente fresco y vivo.
Los principios ambientales en el diseño de la Torre HSBC redundan en la reducción del consumo eléctrico y de aguas, que incluye equipo sanitario de bajo consumo, colectores pluviales, una planta de tratamiento de aguas residuales además de un uso eficiente de agua no potable. De acuerdo con HSBC, el edificio utilizará un 55 % menos de agua y 40 % menos de energía eléctrica que otras estructuras semejantes.
Cuenta con 55 000 m² de espacio utilizable, 23 niveles de oficinas y 12 niveles de estacionamiento, lo que da como resultado una capacidad de 2,800 estaciones de trabajo, 1,129 lugares de estacionamiento, jardineras en la planta baja y otros espacios como cafetería, gimnasio, sucursal bancaria, 10 elevadores para el personal con capacidad para 25 personas cada uno y un elevador para montacargas.
En lo que se refiere a seguridad, la Torre cuenta con dos bloques de escaleras presurizadas de emergencia, equipo de protección contra incendios de acuerdo con las normas internacionales establecidas, tecnología sísmica de vanguardia y cristales de seguridad en sus fachadas.
Además, la torre cuenta con un sistema de vigilancia y control electrónico del inmueble que monitorea el funcionamiento del circuito cerrado de televisión, el control de accesos, sistemas de detección de incendios y evacuación, aire acondicionado y elevadores. Este sistema es el "cerebro" que controla las instalaciones y equipo de la Torre.
Tecnológicamente destacan: un espacio de 660 m² para centro de cómputo; 1200 kilómetros de cables de datos; 50 000 GB de almacenaje en disco; 100 % de telefonía CISCO y el 50 % de ésta tiene capacidad para videollamadas; 69 salas de juntas con pantallas de plasma y conexión de Internet inalámbrica; 14 medios de videoconferencias y sistemas de impresión inteligentes
En común con otras centrales de HSBC, esta torre tiene un par de leones guardianes de bronce junto a la entrada principal. Estos son copias de aquellos que han estado fuera de la sede central de HSBC Hong Kong desde 1935.

### El crédito transforma a México

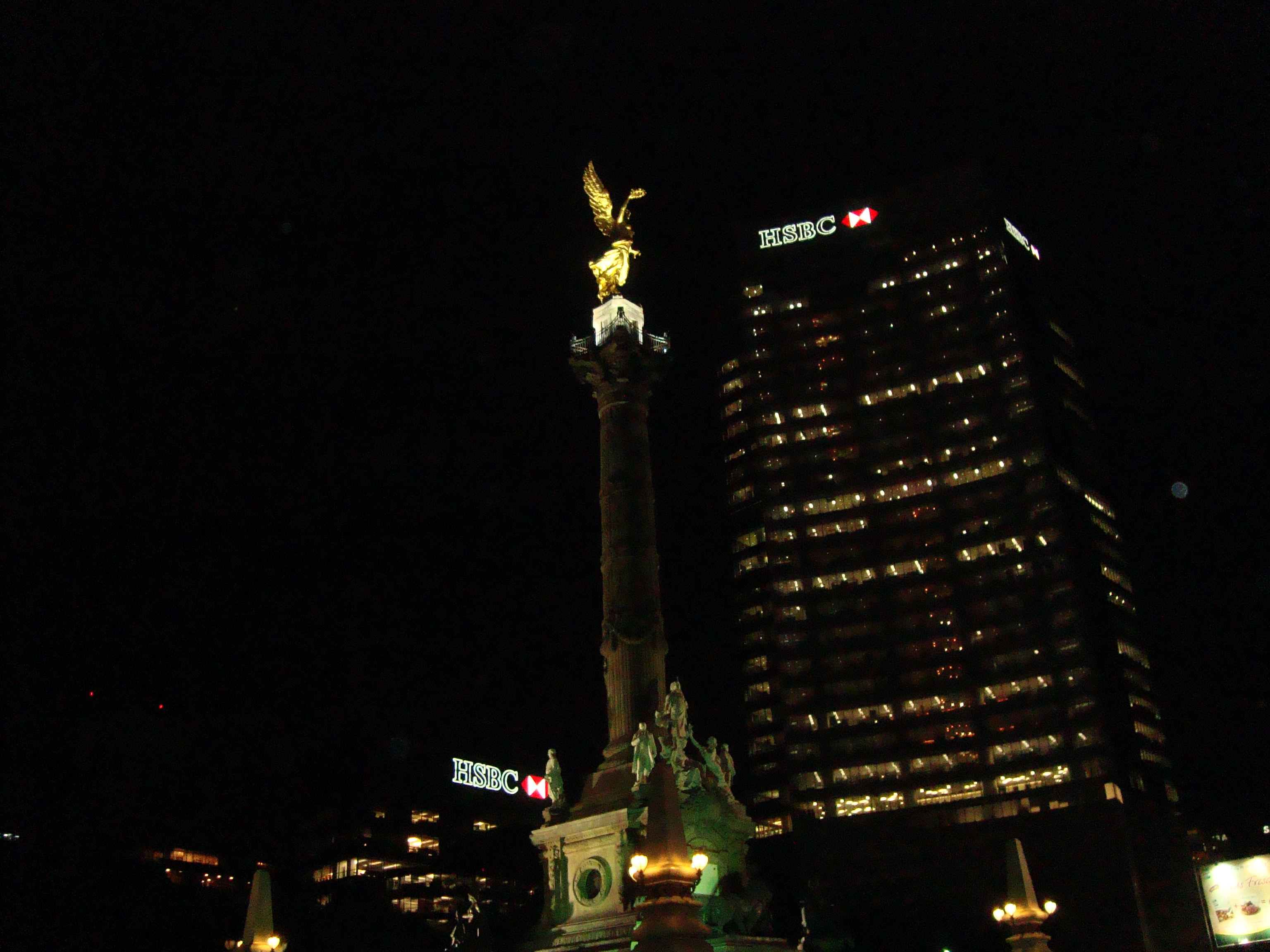
Torre HSBC Ciudad de México por la noche frente a la Columna de la Independencia

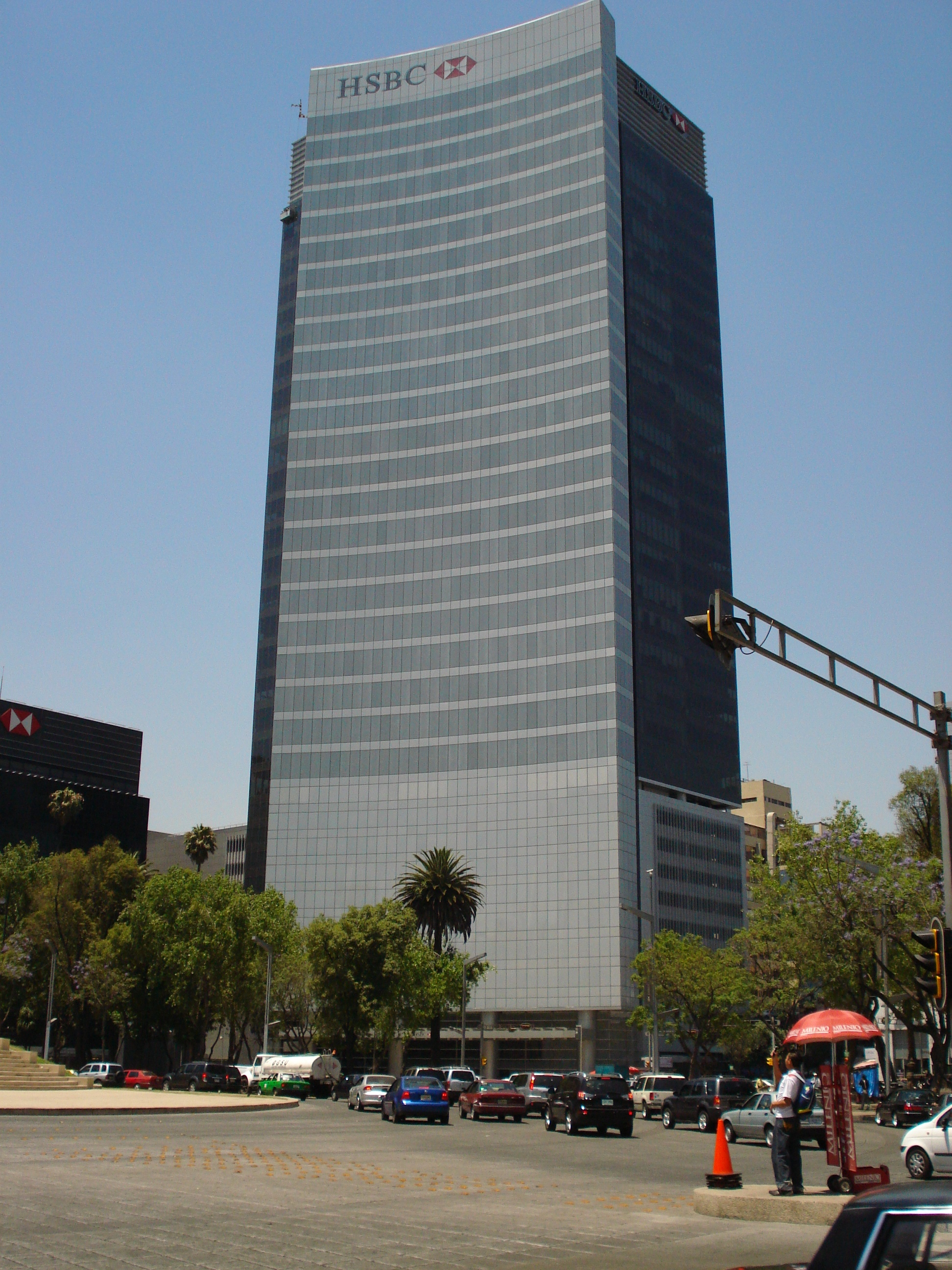
Torre HSBC desde Paseo de la Reforma.

Este mural de Juan O'Gorman fue realizado al fresco para lo que entonces era el nuevo edificio del Banco Internacional (BI) en Paseo de la Reforma 156. Colgado en el mezzanine del inmueble, con el paso del tiempo la obra de 21.30 m de largo y 3.15 m de altura, quedó oculta tras agregados en la construcción.
Para HSBC, institución que compró BITAL a finales de 2002, el mural constituye "una parte esencial del legado de México", dijo John Bond, presidente del Consejo de Administración de HSBC Holdings plc (sic). Entonces, al construir su nueva sede en Paseo de la Reforma 347, el vestíbulo fue diseñado de tal manera que la obra fuera visible no nada más para quienes entran al edificio, sino por todos al pasar por esa avenida. El tema del mural es el paisaje mexicano antes y después de la introducción de la industria, que lo transformó por medio de fábricas, carreteras, puentes, presas y sistemas de riego para la agricultura.
Se le ha puesto un especial cuidado en su protección, para ello en la nueva torre, el mural cuenta con una estructura más estable, un controlador de aire acondicionado que crea un microclima los 365 días del año además de cristales con protección contra rayos UV en las cancelerías de la fachada donde está ubicado.

## Datos clave
- Altura- 136 metros.
- Espacio de oficinas - 80,125 m².

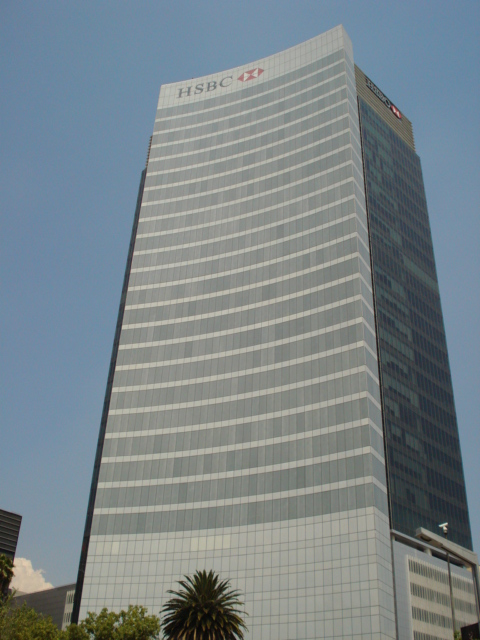
Torre HSBC desde el Ángel de la Independencia.

- Pisos- 12 niveles de estacionamiento y 36 de oficinas.
- Condición: En uso.
- Rango:  
  - En México: 33.eɽ lugar
  - En Ciudad de México: 26.º lugar
  - En la Avenida el Paseo de la Reforma: 6.º lugar

Construcción De Torre HSBC, Ciudad de México
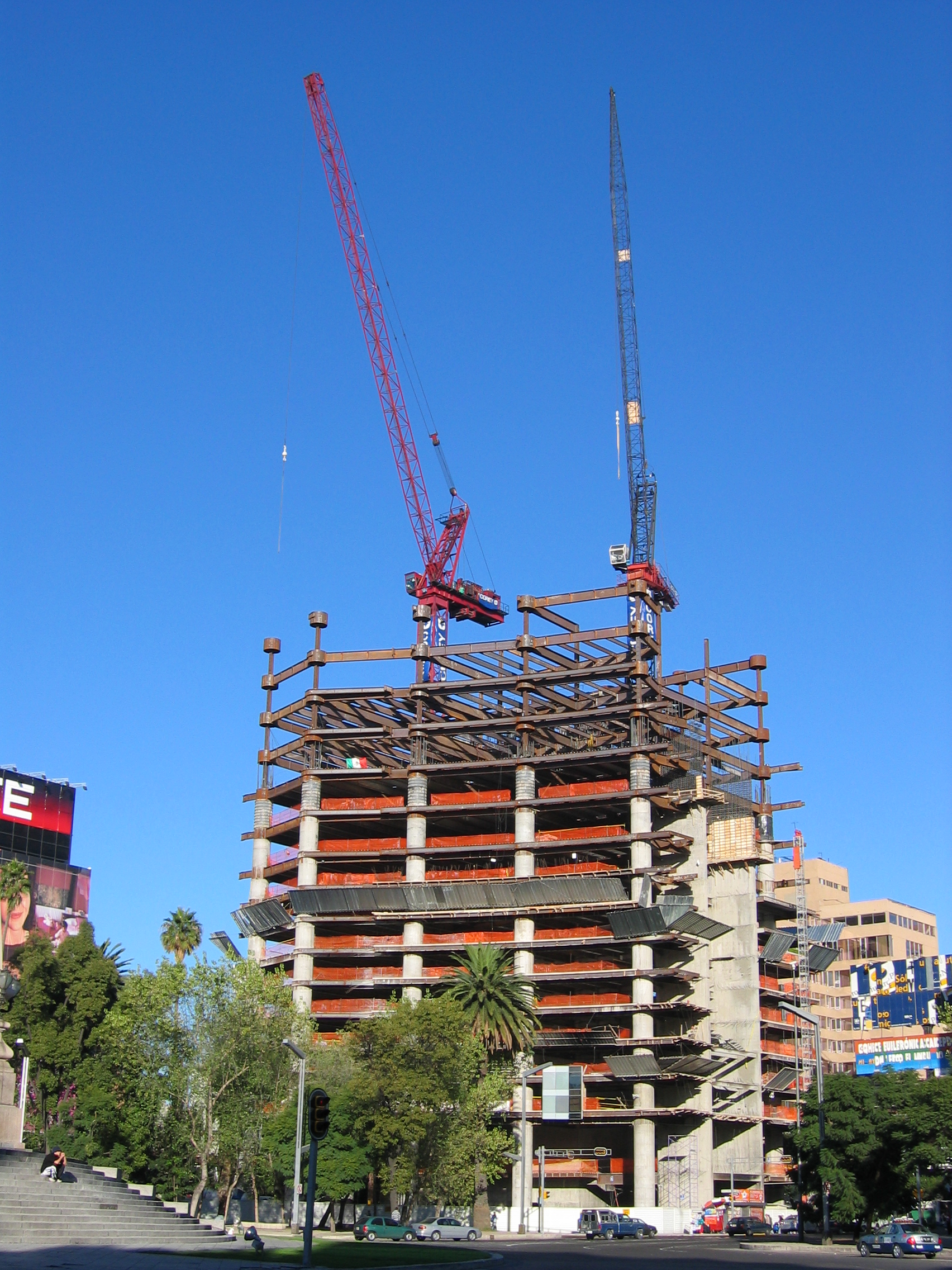
Torre HSBC en construcción, Ciudad de México, 06-NOV-2004
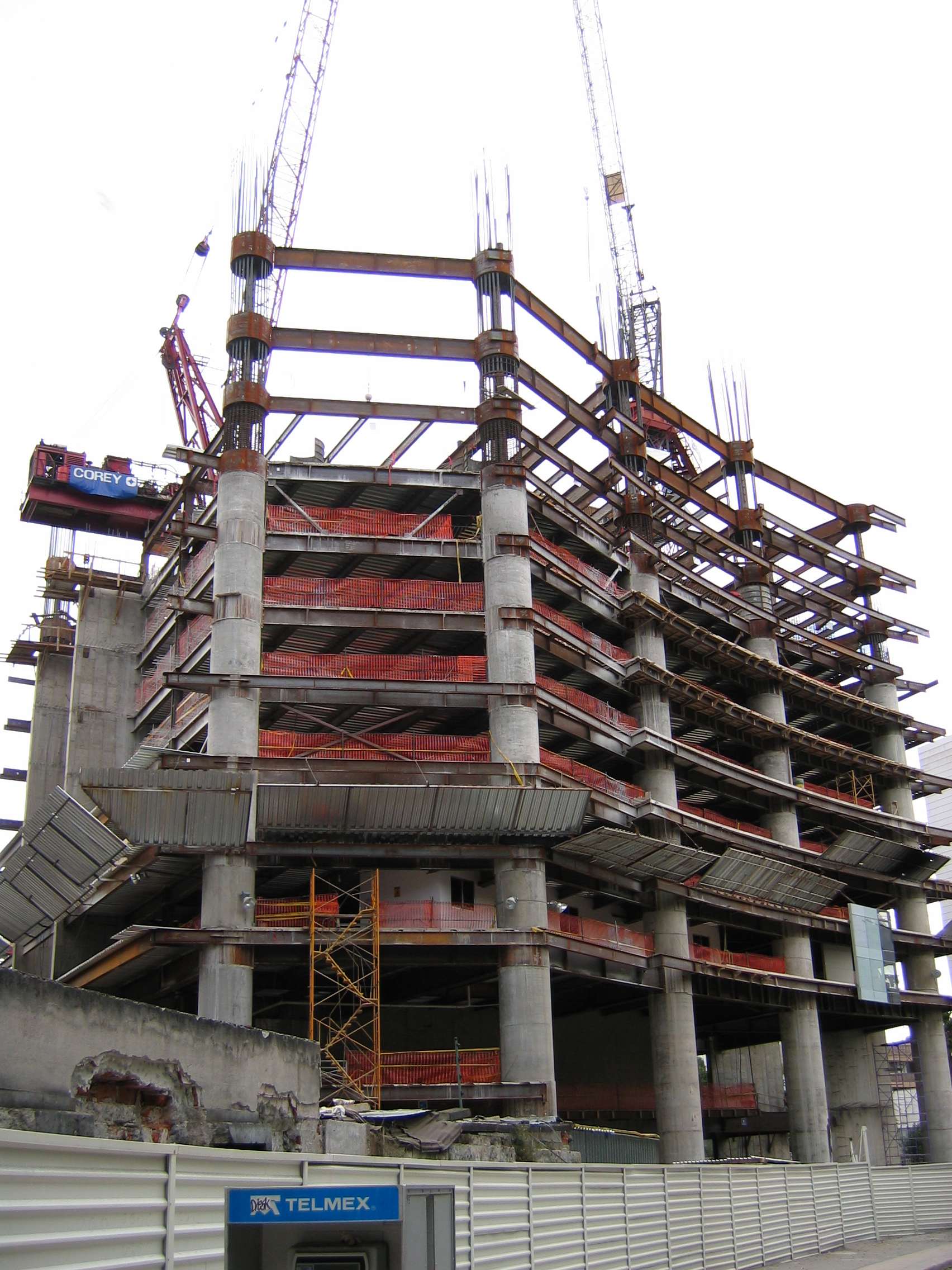
Torre HSBC en construcción, Ciudad de México. 06-NOV-2004